# Station Eerde
Station Eerde is een voormalige stopplaats aan het voormalige Duitse Lijntje tussen Boxtel en Wesel bij Eerde.
De stopplaats was in gebruik van 1889 tot 15 mei 1938. Het haltegebouw was er al in 1880 en is in 1969 gesloopt.